# La Religieuse voilée
La Nonne voilée ou La Religieuse voilée est un buste en marbre représentant une figure féminine, sculpté par un atelier italien non identifié vers 1863. Malgré son nom, la femme représentée n'est pas une religieuse.
Le buste est populaire auprès des visiteurs de la Corcoran Gallery of Art à Washington, DC, de 1874 jusqu'à la fermeture du musée en 2014,. Il est conservé à la National Gallery of Art de Washington.

## Contexte
Les sculptures représentant des personnages voilées sont populaires au XIXe siècle, inspirées d'une tradition italienne qui a débuté au XVIIIe siècle. Des exemples notables incluent les œuvres d'Antonio Corradini et de Giuseppe Sanmartino dans la chapelle Sansevero de Naples, ainsi que du Florentin Innocenzo Spinazzi. Dans les années 1850, Raffaele Monti de Milan réalise une Vestale voilée, ce qui a peut-être influencé William Wilson Corcoran pour nommer ce buste La Nonne voilée.

## Histoire et attribution

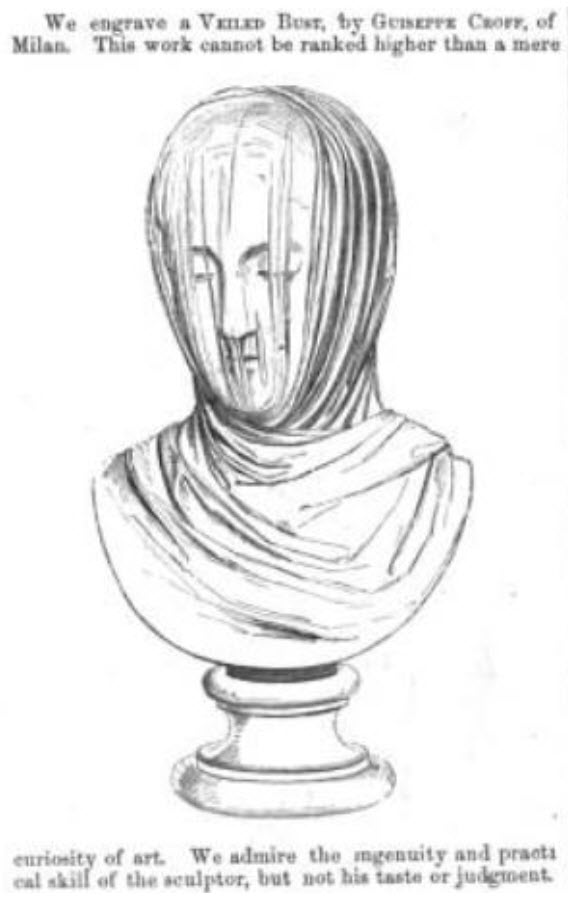
Illustration gravée d'un buste voilé de Giuseppe Croff dans un catalogue de l'Exposition universelle de New York de 1853

Le buste est acheté pour 300 $ en 1863 par le banquier et collectionneur d'art américain William Wilson Corcoran lors d'une visite à Rome,. Il fait partie de sa collection privée jusqu'à ce qu'il le donne à son musée, la Corcoran Gallery of Art, où il est exposé dans la salle octogonale de ce qui est aujourd'hui la Renwick Gallery lors de l'exposition d'ouverture de la galerie Corcoran en janvier 1874 avec L'Esclave grecque de Hiram Powers.
Pendant les six décennies suivantes, La Nonne voilée est répertoriée comme une copie d'un buste d'un artiste inconnu. Cette attribution est changée en 1939 pour le sculpteur milanais Giuseppe Croff (1810-1869), lorsqu'un mécène souligne une similitude avec une illustration gravée d'un buste de Croff dans un catalogue de l'exposition universelle de 1853 à New York,. L'attribution à Croft reste en vigueur jusqu'en 2012, lorsque le personnel chargé de la conservation examine une copie du catalogue et note des différences significatives entre les œuvres (le buste attribué à Croft ne peut pas être localisé). Des analyses plus poussées menées par des experts ont conduit à une nouvelle attribution à un atelier commercial inconnu de Rome.
Après la dissolution du Corcoran en 2014, La Nonne voilée et 17 000 autres œuvres d'art sont acquises par la National Gallery of Art.
Deux autres bustes, qui semblent provenir du même modèle, se trouvent au musée national de Serbie et à la Maison Laurier à Ottawa, Ontario, Canada. Aucun des deux n'est signé.

## Description

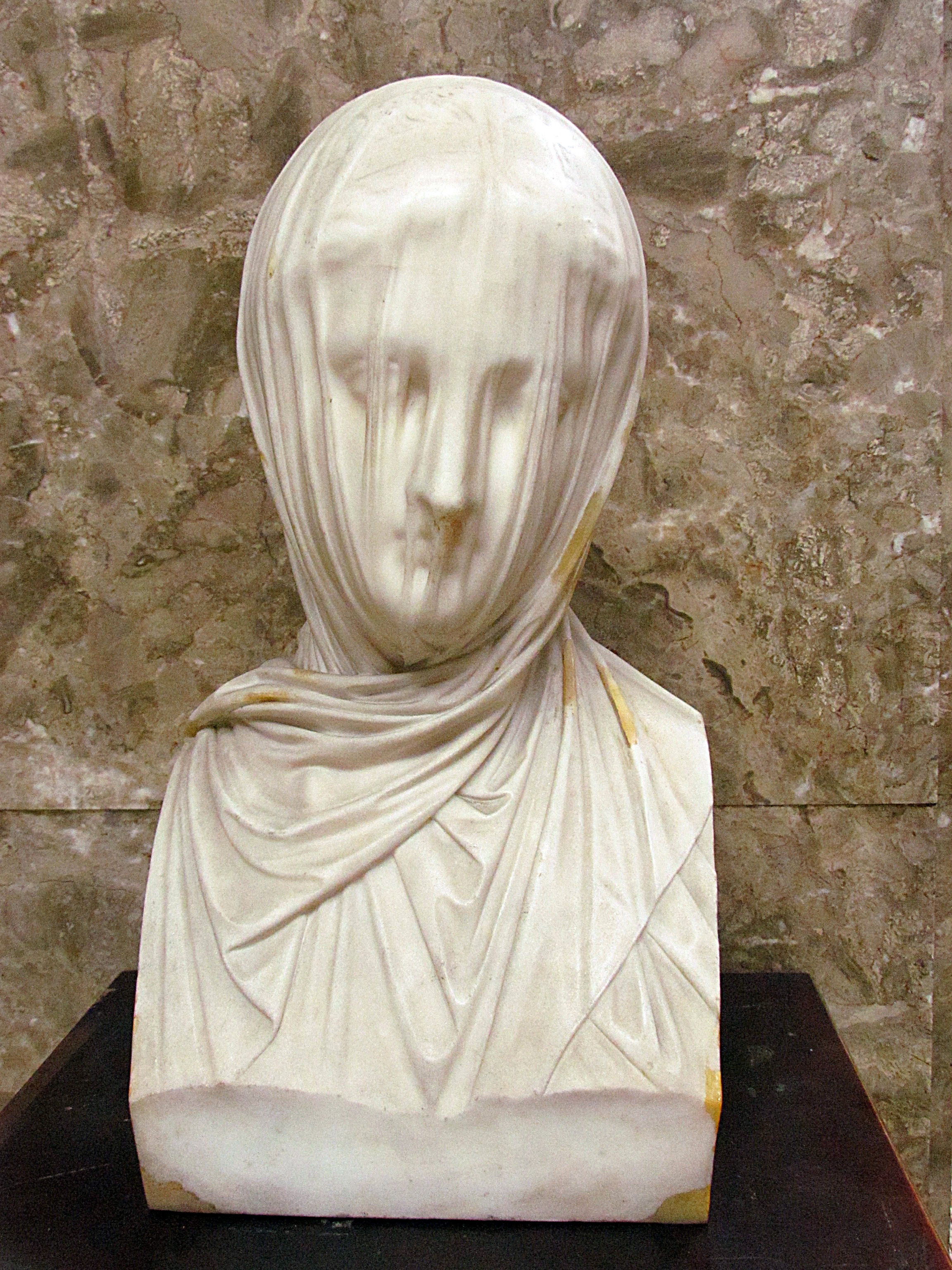
Buste similaire exposé au musée national de Serbie.

La Nonne Voilée est un buste en marbre de 52,71 cm de haut représentant une figure féminine portant un voile. Les détails fins donnent l’illusion que le voile est transparent. Bien que le nom, La Nonne voilée, soit déjà utilisé en 1874 lorsque l'œuvre est exposée au public pour la première fois, il ne s'agit pas d'une religieuse, mais plutôt d'une femme aisée ou d'une figure allégorique. Ni la coiffure élégante de la femme, visible à travers le voile, ni la bordure brodée du voile ne correspondent à l'apparence d'une religieuse.